# Harka (Norrtälje)
Harka is een plaats in de gemeente Norrtälje in het landschap Uppland en de provincie Stockholms län in Zweden. De plaats heeft 62 inwoners (2005) en een oppervlakte van 38 hectare. Harka grenst direct aan het Norrtäljeviken een baai van de Botnische Golf. De overige directe omgeving van de plaats bestaat uit landbouwgrond, bos en rotsachtig gebied. Een groot deel van de huizen in Harka wordt als vakantiehuis gebruikt. De stad Norrtälje ligt zo'n zeven kilometer ten westen van het dorp.